# Kurt Blecha
Kurt Blecha (Ústí nad Labem, 1923. február 25. – 2013. március 1.) szudétanémet politikus, újságíró és ellenálló.

## Élete
1941-ben csatlakozott a náci párthoz, katonai szolgálatba került. 1943-ban elfogták a szovjetek. Az NDK időszakában az Újságírók Szövetségének vezetőségi tagja volt, több díjat is elnyert.